# はにおかゆきこ
はにおか ゆきこ（1972年4月12日 - ）は、日本の女性声優。埼玉県出身。マリエ・エンタープライズ所属。旧芸名は埴岡 由紀子（読みは同じ）。

## 経歴
以前は東映アカデミー、リマックスに所属していた。その後、芸名を平仮名に改名している。
デビュー前は幼稚園教諭として働いていたことが本人のTwitterにて明かされている。

## 出演
太字はメインキャラクター。

### テレビアニメ
1997年
- 夢のクレヨン王国（スペークル・シャン・プーニャ）

1998年
- おじゃる丸（お母さん、おばあさん、主婦、子ども 他）
- ひみつのアッコちゃん（第3作）（ペットのタコ）
- ラグラッツ (女の子)

1999年
- おジャ魔女どれみ（1999年 - 2002年、おばけ1、マジョピー、アタリメ子、和田みんと、ちえみ、小鳥 他） - 4シリーズ
- デジモンアドベンチャー（プニモン）

2001年
- デジモンテイマーズ（コギャル）
- パワーパフガールズ（女の子）

2002年
- デジモンフロンティア（ピヨモン、ミノモン、マメモン、ユキミボタモン、エビバーガーモン、島のゴマモン）

2003年
- 明日のナージャ（スイスの孤児院の園児）
- 金色のガッシュベル!!（中村マリ子、ゴフレ（子犬）、ギャル）

2004年
- ふたりはプリキュア（2004年 - 2005年、科学部員、光の国の住人、ウィシュン、子供、山中 他） - 2シリーズ
- 冒険王ビィト（ダンゴール）

2005年
- 冒険王ビィト エクセリオン（ファーニャ）

2006年
- エア・ギア（野山野白梅〈シラウメ〉）
- デジモンセイバーズ（白川恵）
- ふたりはプリキュア Splash Star（レスレス、アマアマ、店員、美術部員、女子生徒）
- まもって!ロリポップ（アクアマリン）
- U.H.O.フューチャーレスキュー2061 （ウカイミハル）
- 妖怪人間ベム（第2作）（子供）
- ONE PIECE（母親、太った学者〈リント〉）

2007年
- Yes!プリキュア5（2007年 - 2008年、斉藤美穂、生徒、生徒会委員、手芸部部長、アナウンス、記者 他） - 2シリーズ

2008年
- キャシャーン Sins（少女、ロボット、赤ちゃん、子ども）

2009年
- フレッシュプリキュア!（マネージャー、母、子ども、赤ちゃん、女性、看護士、主婦、おばあさん、他）
- 怪談レストラン（タケシ）
- 空中ブランコ（子ども、看護師）

2010年
- ハートキャッチプリキュア!（沢井なおみ、母親、あきらの母、女子生徒、女性 他）

### OVA
- ゲートキーパーズ21（2002年、真鶴美羽[5]）
- おジャ魔女どれみナ・イ・ショ（2004年、ポリー、和田みんと）

### 劇場アニメ
- 劇場版デジモンフロンティア 古代デジモン復活!!（2002年、ユキミボタモン）
- 映画 フレッシュプリキュア! おもちゃの国は秘密がいっぱい!?（2009年、マトリョーシカ）
- 手塚治虫のブッダ -赤い砂漠よ!美しく-（2011年）
- トリコ 3D 開幕!グルメアドベンチャー!!（2011年、ミナ）
- 魔女見習いをさがして（2020年、菱友社員）

### ゲーム
- デジモンセイバーズ アナザーミッション（2006年、白川恵）
- ブレイジングソウルズ（2006年、ノエル）

### ラジオ
- 埴岡由紀子のハニハニLAND

### その他
- フレッシュプリキュア! ミュージカルショー～うたって おどって しあわせゲットだよ!!～（王女）